# Shawn Hunwick
Shawn Hunwick (* 9. April 1987 in Sterling Heights, Michigan) ist ein ehemaliger US-amerikanischer Eishockeytorwart, der eine Spielzeit in der Deutschen Eishockey Liga und der ECHL verbracht hat. Zuvor spielte er erfolgreich für die University of Michigan im Universitäts- und Collegespielbetrieb. Zudem bestritt er eine Partie in der National Hockey League für die Columbus Blue Jackets. Sein älterer Bruder Matt Hunwick spielt für die Pittsburgh Penguins in der NHL auf der Position des Verteidigers.

## Karriere

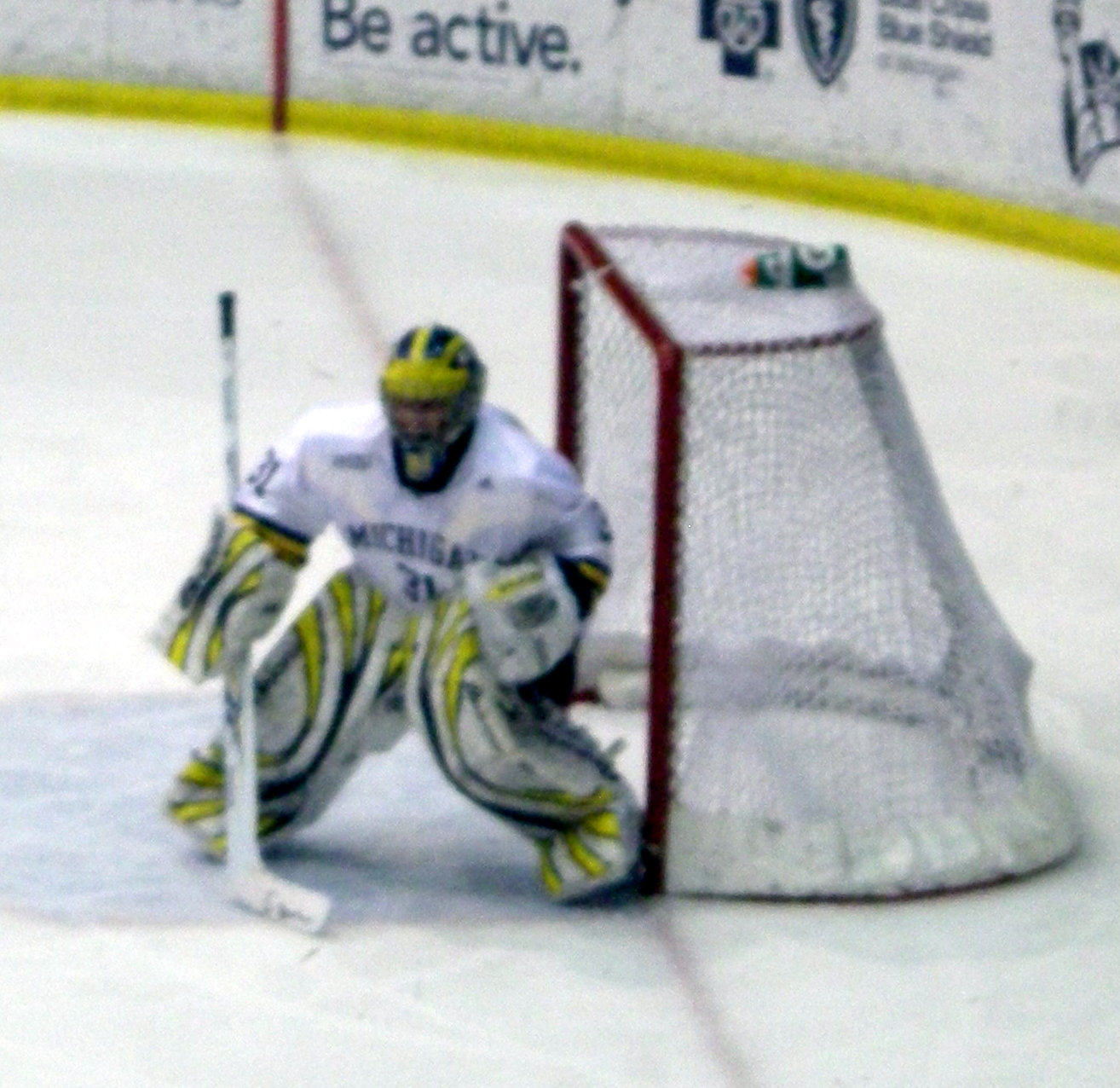
Shawn Hunwick während eines Spiels für die University of Michigan

Shawn Hunwick besuchte die Roseville Highschool und begann seine Karriere 2005 bei den Petrolia Jets in der Western Ontario Hockey League. Am Ende der Saison wurde er zum besten Rookie-Torwart der Liga gewählt. Zur Spielzeit 2006/07 wechselte er zu den Alpena IceDiggers in die North American Hockey League. Im Sommer 2007 begann Hunwick ein Studium an der University of Michigan im Hauptfach Geschichte. Im Laufe des Jahres schloss er sich der dortigen Eishockeymannschaft Michigan Wolverines an und gab sein Debüt im Spielbetrieb der Central Collegiate Hockey Association im März 2008 gegen die University of Nebraska at Omaha. Da er hinter dem Stammtorwart Bryan Hogan nur wenig Aussicht auf regelmäßige Einsätze hatte, setzte er die Saison 2008/09 aus, um später ein weiteres Jahr in der National Collegiate Athletic Association spielberechtigt zu sein.
In der Spielzeit 2009/10 war Hunwick als Backup wieder Teil der Wolverines. Nach einer Verletzung Hogans im Februar 2010 wurde er Stammtorwart und führte sein Team zum Gewinn der Meisterschaft der CCHA. Anschließend erfolgte die Auszeichnung zum Most Valuable Player. In der NCAA-Serie um die landesweite Meisterschaft unterlag man im Viertelfinale. Im nächsten Jahr wurde Hunwick zum besten Torwart der CCHA gewählt. Zudem spielte er vor über 100.000 Zuschauern beim Weltrekordspiel The Big Chill at the Big House und erreichte beim 5:0-Sieg einen Shutout. Als Drittplatzierter der CCHA erreichte er mit seinem Team im Frozen Four-Finalturnier der NCAA das Endspiel, welches nach Verlängerung gegen die University of Minnesota Duluth verloren wurde. In der Saison 2011/12 verlor er mit den Wolverines das Endspiel um die CCHA-Meisterschaft gegen die Western Michigan University und gehörte zu den besten Torhütern innerhalb der NCAA. Er beendete die Saison mit den drittmeisten Siegen und viertmeisten Shutouts. Er wurde ins CCHA Second All-Star Team gewählt und landesweit zum Spieler des Monats Januar ernannt. Er gehörte auch zu den zehn Finalisten für den Hobey Baker Memorial Award.
Wenige Tage nach Beendigung seiner Universitätskarriere unterschrieb Hunwick am 28. März 2012 einen Tryout-Vertrag bei den Columbus Blue Jackets aus der National Hockey League. Diese benötigten einen zweiten Torhüter im Spiel gegen die Detroit Red Wings, da sich Stammtorwart Steve Mason zuvor im Training verletzte. Einen Tag nach seinem Backup-Einsatz in der NHL statteten ihn die Blue Jackets mit einem regulären Vertrag bis zum Ende der Saison aus. Am 7. April 2012 gab er sein Debüt in der NHL, als er im letzten Saisonspiel gegen die New York Islanders die letzten drei Minuten im Tor stand. Im Juli 2012 unterschrieb Hunwick einen Vertrag beim EC Red Bull Salzburg. Er spielte dreimal bei der European Trophy 2012 für Salzburg, ehe sein Vertrag Ende August 2012 aufgelöst wurde. Im Oktober 2012 nahm er am Trainingslager der Providence Bruins aus der American Hockey League teil. Diese schickten ihn für die Saison 2012/13 zum Farmteam South Carolina Stingrays. Dort spielte er neun Partien und wurde im November 2012 zu den Utah Grizzlies transferiert. Diese lösten den Vertrag nach zwei Spielen. Zwei Wochen später unterschrieb Hunwick bei den Iserlohn Roosters aus der Deutschen Eishockey Liga und bildete mit Sébastien Caron das Torhüterduo bis zum Ende der Saison. Am 26. August 2013 beendete er seine Karriere und schloss sich einer Spielervermittlungsagentur an.

## Erfolge und Auszeichnungen
| - 2006 WOHL Rookie Goalie of the Year - 2010 Mason-Cup-Gewinn mit der University of Michigan - 2010 CCHA Tournament Most Valuable Player - 2010 CCHA All-Tournament Team | - 2011 CCHA Bester Torwart - 2011 Frozen Four All-Tournament Team - 2012 CCHA Second All-Star Team - 2012 Nominierung für den Hobey Baker Memorial Award |

## Karrierestatistik
(Legende zur Torhüterstatistik: GP oder Sp = Spiele insgesamt; W oder S = Siege; L oder N = Niederlagen; T oder U oder OT = Unentschieden oder Overtime- bzw. Shootout-Niederlage; Min. = Minuten; SOG oder SaT = Schüsse aufs Tor; GA oder GT = Gegentore; SO = Shutouts; GAA oder GTS = Gegentorschnitt; Sv% oder SVS% = Fangquote; EN = Empty Net Goal; 1 Play-downs/Relegation; Kursiv: Statistik nicht vollständig)